# Nucleus (system operacyjny)
Nucleus – system operacyjny pracujący na podstawowym, najniższym, poziomie oprogramowania komputerów serii Mera 300. System przeznaczony był do uruchamiania programu użytkowego oraz sterowania jego pracą. Jego możliwości zawierały także czynności kwalifikujące go według dzisiejszej nomenklatury do klasy programów narzędziowych określanej jako debuggery, gdyż system oprócz uruchomienia programu użytkowego umożliwiał między innymi wprowadzenie i wyprowadzenie programu w postaci binarnej (kod maszynowy), sterowanie przerwaniami programowymi, start programu od wybranego adresu, zapis rozkazu do określonego miejsca w pamięci, wypisanie zawartości pamięci.